# Медведева, Ниёле
Ниёле Медведева (лит. Nijolė Medvedeva, в девичестве Блушките (лит. Bluškýtė); род. 21 октября 1960 или 20 октября 1960, Кельме) — советская и литовская легкоатлетка, специалистка по прыжкам в длину. Выступала за сборные СССР и Литвы по лёгкой атлетике в 1984—1992 годах, обладательница бронзовой медали Всемирных легкоатлетических игр в помещении в Париже, победительница всесоюзных и республиканских первенств, участница летних Олимпийских игр в Барселоне. Мастер спорта СССР международного класса.

## Биография
Ниёле Блушките родилась 20 октября 1960 года в городе Кельме, Литовская ССР.
Занималась лёгкой атлетикой в Вильнюсе, представляла физкультурно-спортивное общество «Динамо».
С конца 1970-х годов входила в число сильнейших литовских прыгуний в длину, неоднократно становилась чемпионкой республики в данной дисциплине. В 1978 году выполнила норматив мастера спорта СССР.
Первых серьёзных успехов на всесоюзном уровне добилась в сезоне 1984 года, когда в прыжках в длину выиграла серебряную медаль на всесоюзном старте в Гомеле, выиграла бронзовые медали на Мемориале братьев Знаменских в Сочи и на турнире в Киеве, превзошла всех соперниц на соревнованиях в Москве. Попав в состав советской сборной, рассматривалась в качестве кандидатки на участие в летних Олимпийских играх в Лос-Анджелесе, однако Советский Союз вместе с несколькими другими странами восточного блока бойкотировал эти соревнования по политическим причинам. Вместо этого Медведева выступила на альтернативном турнире «Дружба-84» в Праге, где заняла четвёртое место. Кроме того, в этом сезоне получила серебро на международном турнире в Токио. По итогам сезона удостоена почётного звания «Мастер спорта СССР международного класса».
В 1985 году завоевала бронзовую награду на впервые проводившихся Всемирных легкоатлетических играх в помещении в Париже. На зимнем чемпионате СССР в Кишинёве была пятой.
В 1986 году отметилась победой на турнире в Риге, выиграла серебряную медаль на чемпионате СССР в Киеве, где уступила только минчанке Елене Белевской.
В январе 1987 года выиграла домашние турниры в Вильнюсе и Каунасе, установив и повторив при этом личный рекорд в прыжках в длину в помещении — 7,01 (стала первой литовской легкоатлеткой, сумевшей прыгнуть дальше 7 метров в манеже). На зимнем чемпионате СССР в Пензе показала пятый результат. Позднее выиграла серебряную медаль на международном турнире в Гаване, была лучшей в Риге, заняла четвёртое место на Мемориале братьев Знаменских в Москве и на летнем чемпионате СССР в Брянске.
В 1988 году на турнире в Риге превзошла всех соперниц и установила личный рекорд на открытом стадионе — 7,14 метра. Также взяла бронзу на Мемориале Знаменских в Ленинграде и на чемпионате СССР в Таллине.
В 1989 году стала бронзовой призёркой на Мемориале братьев Знаменских в Волгограде, была четвёртой в Братиславе, выиграла международные турниры в Париже, Вильнёв-д’Аск, Реймсе, была третьей в Брянске, четвёртой на чемпионате СССР в Горьком, победила на международном турнире Golden Spike Vitkovice в Остраве, в то время как на домашних соревнованиях в Вильнюсе показала пятый результат мирового сезона — 6,98 метра.
В 1990 году продолжила активно выступать на крупных международных стартах, среди прочего стала третьей на Гран-при Будапешта, пятой на Мемориале Ван Дамме в Брюсселе, третьей на турнире ISTAF в Берлине.
После распада Советского Союза Медведева ещё в течение некоторого времени оставалась действующей спортсменкой и выступала в составе литовской национальной сборной. Так, в 1992 году она представляла Литву на Олимпийских играх в Барселоне — в программе прыжков в длину заняла в финале четвёртое место, однако провалила сделанный здесь допинг-тест — проба спортсменки показала наличие запрещённого вещества мезокарб. В итоге показанный на Олимпиаде результат был аннулирован. В связи с дисквалификацией Медведева завершила спортивную карьеру.
Окончив Вильнюсский государственный педагогический институт (1987), впоследствии в 1992—1994 годах работала учителем физкультуры вильнюсской Фабийонишкюской средней школе в Вильнюсе. В 1994—1996 годах — сотрудница литовско-итальянской компании Viardi, с 1996 года — менеджер по логистике литовско-латвийской компании Solardas. С 2009 года занимает должность генерального секретаря Литовской федерации лёгкой атлетики.